# Pauline Brunius
Emma Maria Pauline Brunius, född Lindstedt den 10 februari 1881 i Stockholm, död den 30 mars 1954 i Oscars församling i Stockholm, var en svensk skådespelare, manusförfattare, regissör och teaterchef.

## Biografi
Brunius började sin karriär som balettelev på Kungliga Teatern 1891–1902 och privatelev hos Lotten Dorsch 1899–1902, men hon övergav dansen för att agera vid talscener. Hon debuterade som skådespelerska på Olympiateatern 1902. Hon var sedan under flera år en av de främsta svenska skådespelerskorna på framför allt Svenska teatern och senare på Oscarsteatern, där hon även var verksam som regissör.
Tillsammans med sin make och Gösta Ekman drev hon Oscarsteatern 1926–1932, där hon verkade som teaterchef. Perioden 1938–1948 var hon, som första kvinna, chef på Dramaten. 
Som teaterchef var hon känd för sin tuffa attityd och hårda vilja bland herrarna i den, åtminstone på chefsposterna, mansdominerade nöjesbranschen. Som chef för Oscarsteatern lyckades hon bland annat förhandla till sig ekonomiskt stöd från Ivar Kreuger. Som Dramatenchef blev hon både hyllad och kritiserad. Hon kritiserades bland annat för en del pjäsval under andra världskriget och för ett teatergästspel som Dramaten genomförde i Berlin år 1941. Men hon hyllades samtidigt för sin medvetet starka satsning på Riksteatern och för att hon tog initiativet till att bygga en andra scen, Lilla scenen, för att öka nationalscenens konkurrenskraft och kapacitet. Hon avgick som Dramatenchef år 1948 på grund av sjukdom.
Bland hennes egna rolltolkningar på teaterscenen kan nämnas Jeanne d'Arc i Jungfrun av Orléans, Beatrice i Mycket väsen för ingenting, Celiméne i Misantropen, drottning Elisabeth I av England i Kring drottningen och Majorskan på Ekeby i Gösta Berlings saga.
Hon gjorde endast ett fåtal filmroller, men kan ses i bland annat Charlotte Löwensköld (1930), Markurells i Wadköping (1931) och Karl Fredrik regerar (1934). 
Hon var gift 1909–1935 med skådespelaren John W. Brunius och mor till skådespelarna Palle Brunius och Anne-Marie Brunius.
Pauline Brunius är begravd på Galärvarvskyrkogården i Stockholm.

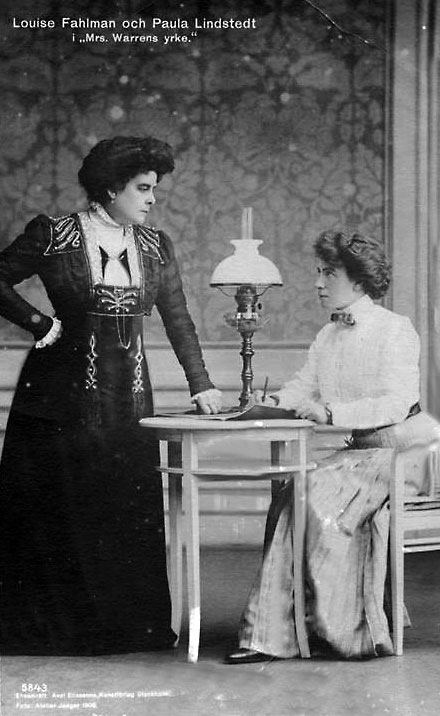
Louise Fahlman och Pauline Brunius i Mrs Warrens yrke på Svenska teatern hösten 1908
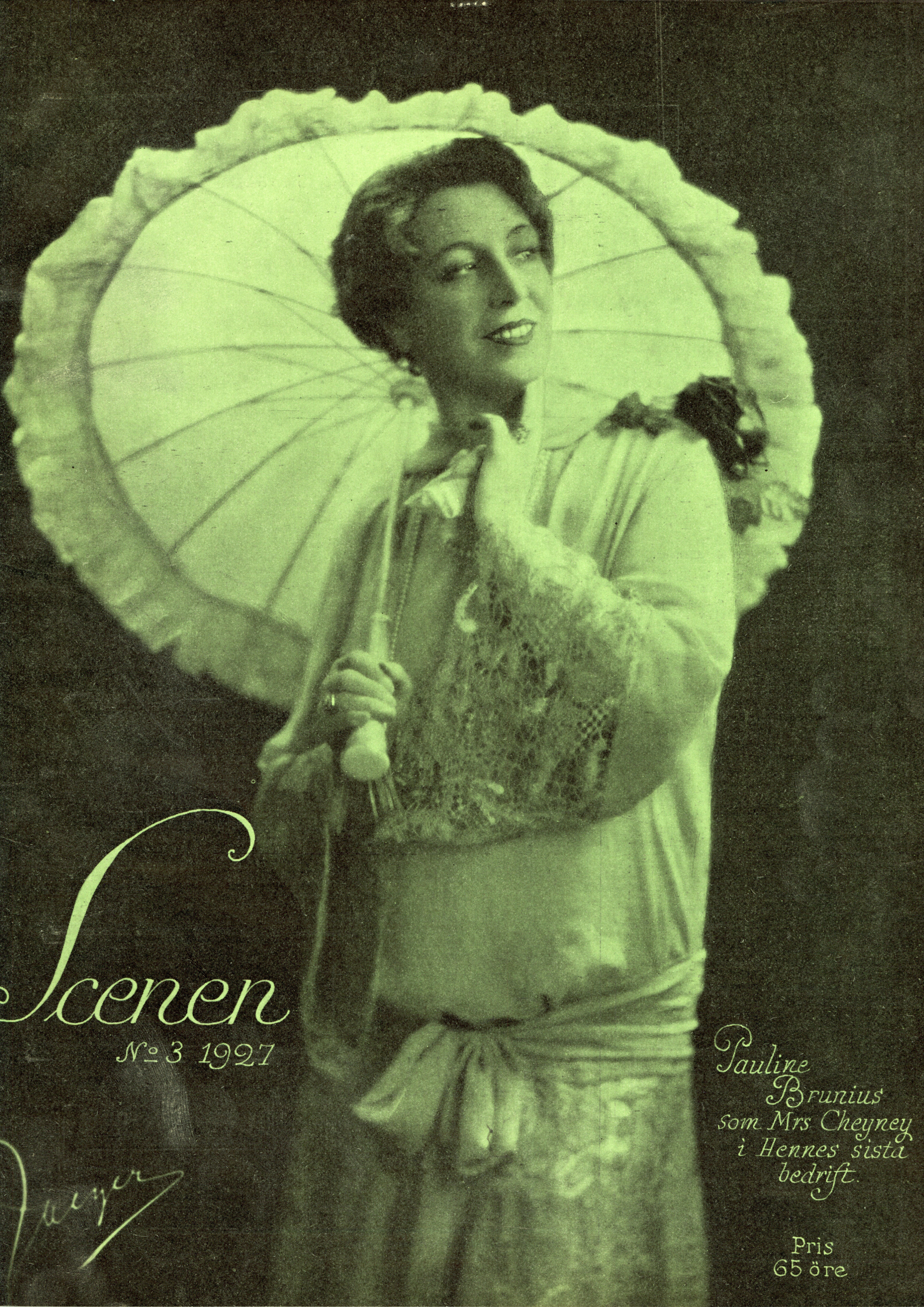
Pauline Brunius som Mrs. Cheyney i Hennes sista bedrift på Oscarsteatern (Scenen 1927).
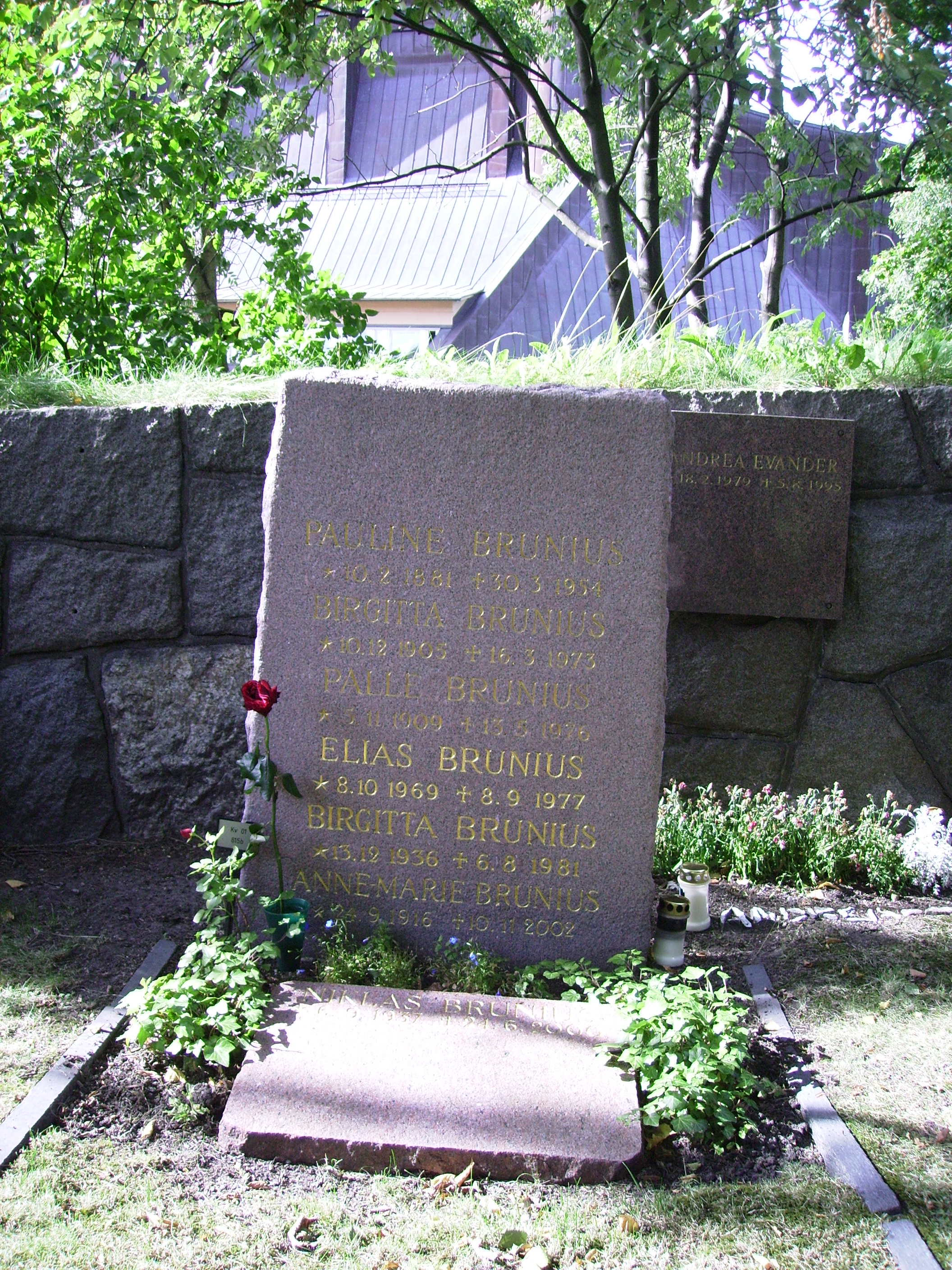
Palle, Anne-Marie och Pauline Brunius gravvård på Galärvarvet.

## Film

### Filmografi (urval)
- 1920 – Thora van Deken
- 1920 – Gyurkovicsarna
- 1921 – En vildfågel
- 1922 – Kärlekens ögon
- 1923 – Gunnar Hedes saga
- 1925 – Karl XII
- 1928 – Gustaf Wasa del I
- 1930 – Charlotte Löwensköld
- 1930 – Doktorns hemlighet
- 1931 – Markurells i Wadköping
- 1934 – Karl Fredrik regerar

### Regi
- 1920 – De läckra skaldjuren
- 1920 – Ombytta roller
- 1921 – Lev livet leende
- 1920 – Trollsländan
- 1921 – Ryggskott
- 1924 – Herr Vinners stenåldersdröm
- 1934 – Falska Greta

### Filmmanus
- 1920 – Ombytta roller
- 1920 – De läckra skaldjuren
- 1920 – Trollsländan
- 1920 – Gyurkovicsarna
- 1921 – Lev livet leende
- 1924 – Herr Vinners stenåldersdröm

## Teater

### Roller (ej komplett)
| År   | Roll                    | Produktion | Regi                             | Teater                                    |
| ---- | ----------------------- | --- | -------------------------------- | ----------------------------------------- |
| 1905 | Bertha Hartmann         | Reif von Reiflingen Gustav von Moser                                                                                      |                                  | Dramatiska Teatern                        |
| 1906 |                         | Far och son Gustav Esmann                                                                                                 |                                  | Dramatiska Teatern                        |
| 1906 |                         | Kärlek och affärer Jakob Knudsen                                                                                          |                                  | Dramatiska Teatern                        |
| 1906 |                         | Livet på landet Fritz Reuter                                                                                              |                                  | Svenska teatern, Stockholm                |
| 1906 | Drottning Helvig        | Gurre Holger Drachmann |                                  | Svenska teatern, Stockholm                |
| 1907 |                         | Henrik IV William Shakespeare                                                                                             |                                  | Svenska teatern, Stockholm                |
| 1907 | Fru Linde               | Ett dockhem Henrik Ibsen                                                                                                  |                                  | Svenska teatern, Stockholm                |
| 1907 | Violet Robinson         | Mannen och hans överman George Bernard Shaw                                                                               |                                  | Svenska teatern, Stockholm                |
| 1907 | Kristina, Gerts dotter  | Mäster Olof August Strindberg                                                                                             |                                  | Svenska teatern, Stockholm                |
| 1908 |                         | Tjuven Max Bernstein |                                  | Svenska teatern, Stockholm                |
| 1908 | Lovisa Fredrica Bellman | Två konungar Ernst Didring                                                                                                |                                  | Svenska teatern, Stockholm                |
| 1908 | Vivie Warren            | Mrs Warrens yrke George Bernard Shaw                                                                                      |                                  | Svenska teatern, Stockholm                |
| 1909 | Marta Smythe            | Tjänaren i huset Charles Rann Kennedy                                                                                     | Victor Castegren                 | Svenska teatern, Stockholm                |
| 1909 | Madame Ninon            | Moral Ludwig Thoma |                                  | Svenska teatern, Stockholm                |
| 1909 |                         | Trohetseden Oscar Blumenthal                                                                                              |                                  | Vasateatern                               |
| 1910 |                         | Ybeck Ludvig Nordström |                                  | Svenska teatern, Stockholm                |
| 1910 |                         | Den bergtagna Ernst Ahlgren och Axel Lundegård                                                                            |                                  | Svenska teatern, Stockholm                |
| 1910 | Kejsarinnan Katarina    | Nils Ehrensköld Gustaf von Horn                                                                                           |                                  | Svenska teatern, Stockholm                |
| 1911 | Skådespelerskan         | Gardesofficeren Ferenc Molnár                                                                                             | Gunnar Klintberg                 | Svenska teatern, Stockholm                |
| 1911 | Hjördis                 | Kämparna på Helgeland Henrik Ibsen                                                                                        |                                  | Svenska teatern, Stockholm                |
| 1911 | Margaret Rolfe          | Den starkaste Clyde Fitch                                                                                                 | Gunnar Klintberg                 | Svenska teatern, Stockholm                |
| 1911 |                         | Den gamla goda tiden: Stockholmsbilder från 1830-talet Berndt Fredgren (pseudonym för Peter Fristrup och Hjalmar Selander |                                  | Svenska teatern, Stockholm                |
| 1912 | Margareta Leijonhufvud  | Gustav Vasa August Strindberg                                                                                             |                                  | Svenska teatern, Stockholm                |
| 1912 | Calina                  | Quo Vadis? Henryk Sienkiewicz                                                                                             |                                  | Svenska teatern, Stockholm                |
| 1912 |                         | De fem frankfurtarna Carl Rössler                                                                                         |                                  | Svenska teatern, Stockholm                |
| 1913 |                         | Halvblod Algot Sandberg                                                                                                   |                                  | Svenska teatern, Stockholm                |
| 1914 | Jeanne d'Arc            | Jungfrun av Orléans Friedrich Schiller                                                                                    |                                  | Svenska teatern, Stockholm                |
| 1914 | Styvmodern              | Svanevit August Strindberg                                                                                                | Victor Castegren                 | Svenska teatern, Stockholm                |
| 1915 |                         | Hallå Emmerich Földes |                                  | Svenska teatern, Stockholm                |
| 1917 | Jutta                   | Pärlhalsbandet Lothar Schmidt                                                                                             | Gunnar Klintberg                 | Vasateatern (gästspel av Svenska teatern) |
| 1917 | Elisabet I              | Kring drottningen Brita von Horn                                                                                          | Gunnar Klintberg                 | Svenska teatern, Stockholm                |
| 1921 | Jeanne Hoesdrecht       | Femina C. P. von Rossem och J. F. Soesman                                                                                 |                                  | Svenska teatern, Stockholm                |
| 1921 | Tora Parsberg           | Paul Lange och Tora Parsberg Björnstjerne Björnson                                                                        |                                  | Svenska teatern, Stockholm                |
| 1922 | Edith Balint            | Äktenskapets skärseld Ladislaus Lekatos                                                                                   |                                  | Svenska teatern, Stockholm                |
| 1922 | Margareta Leijonhufvud  | Gustav Vasa August Strindberg                                                                                             | Gunnar Klintberg                 | Svenska teatern, Stockholm                |
| 1923 | Majorskan               | Gösta Berlings saga Selma Lagerlöf                                                                                        | Gunnar Klintberg                 | Svenska teatern, Stockholm                |
| 1924 |                         | Lyckoriddaren Runar Schildt                                                                                               | John W. Brunius                  | Svenska teatern, Stockholm                |
| 1924 |                         | Pärlhalsbandet Lothar Schmidt                                                                                             | Gunnar Klintberg                 | Svenska teatern, Stockholm                |
| 1924 |                         | Charites porträtt Einar Christiansen                                                                                      | Pauline Brunius                  | Svenska teatern, Stockholm                |
| 1925 | Victoria                | Brinnande jord François de Curel                                                                                          | Gunnar Klintberg                 | Vasateatern                               |
| 1926 | Minna von Barnhelm      | Minna von Barnhelm Gotthold Ephraim Lessing                                                                               | Gunnar Klintberg                 | Vasateatern                               |
| 1926 | Jane Busk               | Morfars hus Ejnar Smith                                                                                                   | Gunnar Klintberg                 | Vasateatern                               |
| 1926 | Julia Balzar            | Dollar Hjalmar Bergman | John W. Brunius                  | Oscarsteatern                             |
| 1926 | Maggie Wylie            | Vad varje kvinna vet J. M. Barrie                                                                                         | Pauline Brunius                  | Oscarsteatern                             |
| 1927 | Katarina                | Så tuktas en argbigga William Shakespeare                                                                                 | Gösta Ekman och Johannes Poulsen | Oscarsteatern                             |
| 1927 | Mrs Cheyney             | Hennes sista bedrift Frederick Lonsdale                                                                                   | Pauline Brunius                  | Oscarsteatern                             |
| 1927 | Katharina               | Så tuktas en argbigga William Shakespeare                                                                                 | Gösta Ekman och Johannes Poulsen | Oscarsteatern                             |
| 1927 |                         | Spelet om kärleken och döden Romain Rolland                                                                               | Rune Carlsten                    | Oscarsteatern                             |
| 1927 | Colette Bolbec          | Advokaten Bolbec och hennes man Georges Berr och Louis Verneuil                                                           | Pauline Brunius                  | Oscarsteatern                             |
| 1928 | Candida                 | Candida George Bernard Shaw                                                                                               | Gösta Ekman                      | Oscarsteatern                             |
| 1928 | Lady Teazle             | Skandalskolan (The School for Scandal) Richard Brinsley Sheridan                                                          | Johannes Poulsen                 | Oscarsteatern                             |
| 1929 | Emily Friis             | Kära släkten Gustav Esmann                                                                                                | Rune Carlsten                    | Oscarsteatern                             |
| 1929 |                         | Kärlekens genvägar J. M. Barrie                                                                                           | Pauline Brunius                  | Oscarsteatern                             |
| 1929 | Julie Cavendish         | Den kungliga familjen George S. Kaufman och Edna Ferber                                                                   | Rune Carlsten                    | Oscarsteatern                             |
| 1930 | Janet Fraser            | Hans första hustru St. John Greer Ervine                                                                                  | Pauline Brunius                  | Oscarsteatern                             |
| 1930 | Katarina av Aragonien   | Henrik VIII William Shakespeare                                                                                           | Thomas Warner                    | Oscarsteatern                             |
| 1930 | Emily Friis             | Kära släkten Gustav Esmann                                                                                                | Rune Carlsten                    | Oscarsteatern                             |
| 1930 | Fru Inger Holm          | Farmors revolution Jens Locher                                                                                            | Pauline Brunius                  | Oscarsteatern                             |
| 1931 | Katharina               | Så tuktas en argbigga William Shakespeare                                                                                 | Henry Hellssen                   | Oscarsteatern                             |
| 1931 | Grevinnan Polaki        | Det svaga könet Édouard Bourdet                                                                                           | Max Reinhardt                    | Oscarsteatern                             |
| 1931 | Mrs Pembroke            | 9 till 6 Aimée Stuart och Philip Stuart                                                                                   | Pauline Brunius                  | Oscarsteatern                             |
| 1931 | Madame d'Epinay         | Mozart Sacha Guitry och Reynaldo Hahn                                                                                     | Ragnar Hyltén-Cavallius          | Oscarsteatern                             |
| 1932 | Mrs Chrystal Wetherby   | En gentleman? H.M. Harwood                                                                                                | Pauline Brunius                  | Oscarsteatern                             |
| 1932 | Emilie                  | Kära släkten Gustav Esmann                                                                                                | Rune Carlsten                    | Oscarsteatern                             |
| 1934 | Elisabeth Keller        | Natten till den 17:de (Tűzmadár) Lajos Zilahy                                                                             | Gunnar Olsson                    | Vasateatern                               |
| 1934 | Fru Phelps              | Hennes majestät modern (The Silver Cord) Sidney Howard                                                                    | Pauline Brunius                  | Vasateatern                               |
| 1936 | Lady Jane Kingdom       | Idyll 1936 (The Old Folks at Home) Harold Marsh Harwood                                                                   | Pauline Brunius                  | Blancheteatern                            |
| 1939 | Tora Parsberg           | Paul Lange och Tora Parsberg Björnstjerne Björnson                                                                        | Rune Carlsten                    | Dramaten                                  |
| 1939 | Dora Randolph           | Guldbröllop Dodie Smith                                                                                                   | Carlo Keil-Möller                | Dramaten                                  |

### Regi (ej komplett)
| År   | Produktion                             | Upphovsmän                                 | Teater                     |
| ---- | -------------------------------------- | ------------------------------------------ | -------------------------- |
| 1924 | Charites porträtt                      | Einar Christiansen                         | Svenska teatern, Stockholm |
| 1925 | Det stora barndopet                    | Oskar Braaten                              | Vasateatern                |
| 1926 | Vad varje kvinna vet                   | J. M. Barrie                               | Oscarsteatern              |
| 1927 | Hennes sista bedrift                   | Frederick Lonsdale                         | Oscarsteatern              |
| 1927 | Bättre folk                            | Avery Hopwood och David Gray               | Oscarsteatern              |
| 1927 | Advokaten Bolbec och hennes man        | Georges Berr och Louis Verneuil            | Oscarsteatern              |
| 1928 | Daglannet                              | Bjørnstjerne Bjørnson                      | Oscarsteatern              |
| 1929 | En modern hustru                       | W. Somerset Maugham                        | Oscarsteatern              |
| 1929 | Kärlekens genvägar                     | J. M. Barrie                               | Oscarsteatern              |
| 1929 | Lilla cyklon                           | George M. Cohan                            | Oscarsteatern              |
| 1930 | Hans första hustru                     | St. John Greer Ervine                      | Oscarsteatern              |
| 1930 | Farmors revolution                     | Jens Locher                                | Oscarsteatern              |
| 1930 | 18 år Young Woodley                    | John Van Druten Översättning Palle Brunius | Oscarsteatern              |
| 1931 | Kjolvägen                              | Neil Grant                                 | Oscarsteatern              |
| 1931 | 9 till 6                               | Aimée Stuart och Philip Stuart             | Oscarsteatern              |
| 1932 | En gentleman?                          | H.M. Harwood                               | Oscarsteatern              |
| 1932 | Fanny                                  | Marcel Pagnol Översättning Erik Berglund   | Oscarsteatern              |
| 1934 | Hennes majestät modern The Silver Cord | Sidney Howard                              | Vasateatern                |
| 1936 | Idyll 1936 Old folks at home           | Harold Marsh Harwood                       | Blancheteatern             |
| 1938 | Sex trappor upp                        | Alfred Gehri                               | Dramaten                   |